# Budweiser (Anheuser-Busch)
La Budweiser (pronuncia americana [ˈbʌdwaɪzə(ɹ)]), è una lager chiara prodotta dalla Anheuser-Busch InBev. In Italia commercializzata come Bud (nome popolare anche negli Stati Uniti, pronunciato [bʌd]) fino al 2002 e dopo il 2013, è una birra statunitense. Viene prodotta a Saint Louis, nello stato del Missouri, fin dal 1876. Lo slogan storico è King of Beers.

## Ingredienti
Alcuni degli ingredienti utilizzati per la produzione della Bud sono di origine locale: difatti, sebbene la ricetta e la lavorazione sia standardizzata, la Anheuser-Busch ha deciso di produrre la birra in varie regioni del mondo, per garantire la freschezza del prodotto. Questi sono:
- Riso[6]
- Malto[7]
- Luppolo[8]
- Lievito[9]
- Acqua[10]

## Storia
Nel 1857 l'immigrante tedesco Adolphus Busch arrivò negli Stati Uniti d'America dove nel 1864 iniziò a lavorare con Eberhard Anheuser il quale nel 1860 aveva comprato una birreria a Saint Louis. Successivamente nel 1876 introdussero la Budweiser Lager Beer, una birra lager leggera la quale riscosse discreto successo. Infatti durante il 1901 venne infranto il record di produzione di 1 milione di barili in un anno. Nonostante il successo, durante il periodo del proibizionismo americano l'azienda visse un periodo non florido e per sopravvivere iniziò la produzione di svariate tipologie alimentari, come gelati, lievito di birra, ma anche automobili e altro ancora. Superata questa fase, ci fu un periodo di crescita, che portò negli anni Settanta a un riconoscimento per il birrificio di St. Louis, il quale venne dichiarato Patrimonio Storico Nazionale e, negli anni Novanta, a rendere la società il birrificio di maggior successo negli Stati Uniti d'America.

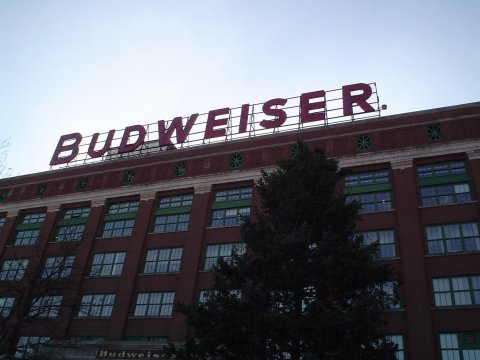
La sede a Saint Louis

Etichetta per il mercato americano

La Bud in commercio oggi è una lager realizzata con tecniche di produzione di massa. Viene invecchiata sopra un letto di schegge di legno di faggio per renderla più frizzante.
Dal 1986 è la Birra ufficiale della Coppa del Mondo FIFA.

## Il nome
Esistono altre due birre commercializzate con il nome "Budweiser"; si tratta di due birre boeme legate alla città di České Budějovice (in tedesco Budweis): la Budweiser Budvar e la Budweiser Bier Bürgerbräu.